# Toshiyuki Nagi
Toshiyuki Nagi (japanisch 名木 利幸 Nagi Toshuyuki; * 29. November 1971) ist ein ehemaliger japanischer Fußballschiedsrichterassistent.
Von 2003 bis 2017 stand Nagi auf der Liste der FIFA-Schiedsrichter und war an der Spielleitung internationaler Fußballspiele beteiligt, unter anderem in der AFC Champions League Elite (41 Einsätze).
Im Februar 2009 unterzeichnete Nagi einen Profivertrag mit dem japanischen Fußballverband (JFA) und wurde neben Toru Sagara der erste professionelle Schiedsrichterassistent.
Nagi wurde für zwei Asienmeisterschaften nominiert. Bei der Asienmeisterschaft 2011 in Katar und der Asienmeisterschaft 2015 in Australien hatte er jeweils drei Einsätze.
Bei der Weltmeisterschaft 2014 in Brasilien wurde Nagi als Assistent von Yūichi Nishimura (zusammen mit Toru Sagara) in einem Spiel eingesetzt, dem Eröffnungsspiel zwischen Brasilien und Kroatien.
Zudem war Nagi unter anderem Schiedsrichterassistent bei der Klub-Weltmeisterschaft 2010 in den Vereinigten Arabischen Emirate und der Klub-Weltmeisterschaft 2011 in Japan, beim olympischen Fußballturnier 2012 in London, beim Konföderationen-Pokal 2013 in Brasilien, in der asiatischen WM-Qualifikation (18 Einsätze) sowie bei diversen Qualifikations- und Freundschaftsspielen.
Im Januar 2018 beendete Nagi seine internationale Schiedsrichterkarriere. Im Februar 2018 wurde er zum Schiedsrichterdirektor beim indonesischen Fußballverband (PSSI) ernannt.